# Фураляк
Фураля́к (кат. Forallac, вимова літературною каталанською [fuɾə'ʎak]) - муніципалітет, розташований в Автономній області Каталонія, в Іспанії. Код муніципалітету за номенклатурою Інституту статистики Каталонії - 179026. Знаходиться у районі (кумарці) Баш-Ампурда (коди району - 10 та BM) провінції Жирона, згідно з новою адміністративною реформою перебуватиме у складі Баґарії (округи) Жирона. 

## Населення
Населення міста (у 2007 р.) становить 1.736 осіб (з них менше 14 років - 12,7%, від 15 до 64 - 69,8%, понад 65 років - 17,5%). У 2006 р. народжуваність склала 15 осіб, смертність - 17 осіб, зареєстровано 7 шлюбів. У 2001 р. активне населення становило 834 особи, з них безробітних - 64 особи.

Серед осіб, які проживали на території міста у 2001 р., 1.325 народилися в Каталонії (з них 988 осіб у тому самому районі, або кумарці), 189 осіб приїхало з інших областей Іспанії, а 84 особи приїхали з-за кордону. 

Вищу освіту має 10,8% усього населення. 

У 2001 р. нараховувалося 561 домогосподарство (з них 21,9% складалися з однієї особи, 23,7% з двох осіб,21,4% з 3 осіб, 20,1% з 4 осіб, 8,6% з 5 осіб, 2,5% з 6 осіб, 1,4% з 7 осіб, 0,2% з 8 осіб і 0,2% з 9 і більше осіб).

Активне населення міста у 2001 р. працювало у таких сферах діяльності : у сільському господарстві - 10,3%, у промисловості - 17,1%, на будівництві - 14,4% і у сфері обслуговування - 58,2%. 

 У муніципалітеті або у власному районі (кумарці) працює 668 осіб, поза районом - 470 осіб.

### Безробіття
У 2007 р. нараховувалося 41 безробітний (у 2006 р. - 47 безробітних), з них чоловіки становили 34,1%, а жінки - 65,9%.

## Економіка

### Підприємства міста

#### Промислові підприємства
| \| Промислові підприємства міста, за сферою діяльності \| Промислові підприємства міста, за сферою діяльності \| Промислові підприємства міста, за сферою діяльності \| \| Рік \| 2002 р. \| 2001 р. \| \| --------------------------------------------------- \| --------------------------------------------------- \| --------------------------------------------------- \| \| Енергетичні та водні ресурси \| 2% \| 0% \| \| Хімія та метали \| 56% \| 58,7% \| \| Переробка металів \| 20% \| 19,6% \| \| Продукти харчування \| 6% \| 6,5% \| \| Текстиль \| 0% \| 0% \| \| Виробництво меблів, видання \| 14% \| 15,2% \| \| Інше \| 2% \| 0% \| \| Усього підприємств \| 50 \| 46 \| |         |         |
| Промислові підприємства міста, за сферою діяльності |         |         |
| Рік | 2002 р. | 2001 р. |
| Енергетичні та водні ресурси | 2%      | 0%      |
| Хімія та метали | 56%     | 58,7%   |
| Переробка металів | 20%     | 19,6%   |
| Продукти харчування | 6%      | 6,5%    |
| Текстиль | 0%      | 0%      |
| Виробництво меблів, видання | 14%     | 15,2%   |
| Інше | 2%      | 0%      |
| Усього підприємств | 50      | 46      |

#### Роздрібна торгівля
| \| Підприємства роздрібної торгівлі міста, за сферою діяльності \| Підприємства роздрібної торгівлі міста, за сферою діяльності \| Підприємства роздрібної торгівлі міста, за сферою діяльності \| \| Рік \| 2002 р. \| 2001 р. \| \| ------------------------------------------------------------ \| ------------------------------------------------------------ \| ------------------------------------------------------------ \| \| Продукти харчування \| 25% \| 24% \| \| Одяг та взуття \| 3,6% \| 4% \| \| Товари для дому \| 21,4% \| 20% \| \| Книги та періодичні видання \| 0% \| 0% \| \| Промислова хімічна продукція \| 10,7% \| 12% \| \| Продукція, пов'язана з транспортними засобами \| 7,1% \| 8% \| \| Інше \| 32,1% \| 32% \| \| Усього підприємств \| 28 \| 25 \| |         |         |
| Підприємства роздрібної торгівлі міста, за сферою діяльності |         |         |
| Рік | 2002 р. | 2001 р. |
| Продукти харчування | 25%     | 24%     |
| Одяг та взуття | 3,6%    | 4%      |
| Товари для дому | 21,4%   | 20%     |
| Книги та періодичні видання | 0%      | 0%      |
| Промислова хімічна продукція | 10,7%   | 12%     |
| Продукція, пов'язана з транспортними засобами | 7,1%    | 8%      |
| Інше | 32,1%   | 32%     |
| Усього підприємств | 28      | 25      |

#### Сфера послуг
| \| Підприємства міста, що працюють у сфері послуг, за діяльністю \| Підприємства міста, що працюють у сфері послуг, за діяльністю \| Підприємства міста, що працюють у сфері послуг, за діяльністю \| \| Рік \| 2002 р. \| 2001 р. \| \| ------------------------------------------------------------- \| ------------------------------------------------------------- \| ------------------------------------------------------------- \| \| Гуртова торгівля \| 21,7% \| 17,5% \| \| Готелі та готельний бізнес \| 36,1% \| 38,8% \| \| Транспорт та зв'язок \| 7,2% \| 6,2% \| \| Посередницькі фінансові послуги \| 0% \| 0% \| \| Послуги підприємствам \| 3,6% \| 2,5% \| \| Послуги фізичним особам \| 26,5% \| 28,8% \| \| Нерухомість та ін. \| 4,8% \| 6,2% \| \| Усього підприємств \| 83 \| 80 \| |         |         |
| Підприємства міста, що працюють у сфері послуг, за діяльністю |         |         |
| Рік | 2002 р. | 2001 р. |
| Гуртова торгівля | 21,7%   | 17,5%   |
| Готелі та готельний бізнес | 36,1%   | 38,8%   |
| Транспорт та зв'язок | 7,2%    | 6,2%    |
| Посередницькі фінансові послуги | 0%      | 0%      |
| Послуги підприємствам | 3,6%    | 2,5%    |
| Послуги фізичним особам | 26,5%   | 28,8%   |
| Нерухомість та ін. | 4,8%    | 6,2%    |
| Усього підприємств | 83      | 80      |

## Житловий фонд
У 2001 р. 2,1% усіх родин (домогосподарств) мали житло метражем до 59 м2, 14,6% - від 60 до 89 м2, 31% - від 90 до 119 м2 і
52,2% - понад 120 м2.

З усіх будівель у 2001 р. 38% було одноповерховими, 53% - двоповерховими, 8,8
% - триповерховими, 0,1% - чотириповерховими, 0% - п'ятиповерховими, 0% - шестиповерховими,
0% - семиповерховими, 0% - з вісьмома та більше поверхами.

## Автопарк
| \| Автомобілі, зареєстровані у місті, за призначенням \| Автомобілі, зареєстровані у місті, за призначенням \| Автомобілі, зареєстровані у місті, за призначенням \| \| Рік \| 2006 р. \| 2005 р. \| \| -------------------------------------------------- \| -------------------------------------------------- \| -------------------------------------------------- \| \| Приватні автомобілі \| 55,3% \| 56,7% \| \| Мотоцикли \| 12,4% \| 12% \| \| Вантажівки \| 27,5% \| 26,5% \| \| Трактори \| 1,1% \| 1% \| \| Автобуси та ін. \| 3,7% \| 3,8% \| \| Усього автомобілів \| 2.051 шт. \| 1.974 шт. \| |           |           |
| Автомобілі, зареєстровані у місті, за призначенням |           |           |
| Рік | 2006 р.   | 2005 р.   |
| Приватні автомобілі | 55,3%     | 56,7%     |
| Мотоцикли | 12,4%     | 12%       |
| Вантажівки | 27,5%     | 26,5%     |
| Трактори | 1,1%      | 1%        |
| Автобуси та ін. | 3,7%      | 3,8%      |
| Усього автомобілів | 2.051 шт. | 1.974 шт. |

## Вживання каталанської мови
У 2001 р. каталанську мову у місті розуміли 97,9% усього населення (у 1996 р. - 98,4%), вміли говорити нею 91,7% (у 1996 р. - 
90,8%), вміли читати 88,6% (у 1996 р. - 86,3%), вміли писати 68,4
% (у 1996 р. - 57,1%). Не розуміли каталанської мови 2,1%.

## Політичні уподобання
У виборах до Парламенту Каталонії у 2006 р. взяло участь 964 особи (у 2003 р. - 1.055 осіб). Голоси за політичні сили розподілилися таким чином:
| \| Вибори до Парламенту Каталонії \| Вибори до Парламенту Каталонії \| Вибори до Парламенту Каталонії \| \| Рік \| 2006 р. \| 2003 р. \| \| -------------------------------------- \| ------------------------------ \| ------------------------------ \| \| Конвергенція та Єднання (CiU) \| 50,4% \| 52,1% \| \| Соціалістична партія Каталонії (PSC) \| 15% \| 16,9% \| \| Народна партія (PP) \| 3,4% \| 3,5% \| \| Ініціатива за Каталонію — Зелені (ICV) \| 6% \| 4,4% \| \| Республіканська лівиця Каталонії (ERC) \| 23,1% \| 22,9% \| \| Громадяни — Громадянська партія (C's) \| 0,4% \| 0% \| \| Інші \| 1,6% \| 0,2% \| |         |         |
| Вибори до Парламенту Каталонії |         |         |
| Рік | 2006 р. | 2003 р. |
| Конвергенція та Єднання (CiU) | 50,4%   | 52,1%   |
| Соціалістична партія Каталонії (PSC) | 15%     | 16,9%   |
| Народна партія (PP) | 3,4%    | 3,5%    |
| Ініціатива за Каталонію — Зелені (ICV) | 6%      | 4,4%    |
| Республіканська лівиця Каталонії (ERC) | 23,1%   | 22,9%   |
| Громадяни — Громадянська партія (C's) | 0,4%    | 0%      |
| Інші | 1,6%    | 0,2%    |

У муніципальних виборах у 2007 р. взяло участь 963 особи (у 2003 р. - 1.017 осіб). Голоси за політичні сили розподілилися таким чином:
| \| Муніципальні вибори \| Муніципальні вибори \| Муніципальні вибори \| \| Рік \| 2007 р. \| 2003 р. \| \| -------------------------------------- \| ------------------- \| ------------------- \| \| Конвергенція та Єднання (CiU) \| 76,3% \| 78,1% \| \| Соціалістична партія Каталонії (PSC) \| 23,7% \| 21,9% \| \| Народна партія (PP) \| 0% \| 0% \| \| Ініціатива за Каталонію — Зелені (ICV) \| 0% \| 0% \| \| Республіканська лівиця Каталонії (ERC) \| 0% \| 0% \| \| Громадяни — Громадянська партія (C's) \| 0% \| 0% \| \| Інші \| 0% \| 0% \| |         |         |
| Муніципальні вибори |         |         |
| Рік | 2007 р. | 2003 р. |
| Конвергенція та Єднання (CiU) | 76,3%   | 78,1%   |
| Соціалістична партія Каталонії (PSC) | 23,7%   | 21,9%   |
| Народна партія (PP) | 0%      | 0%      |
| Ініціатива за Каталонію — Зелені (ICV) | 0%      | 0%      |
| Республіканська лівиця Каталонії (ERC) | 0%      | 0%      |
| Громадяни — Громадянська партія (C's) | 0%      | 0%      |
| Інші | 0%      | 0%      |